# Nicholas Galitzine
Nicholas Dimitri Constantine Galitzine  (London, 1994. szeptember 29. –) angol színész.
Miután 2015-ben feltűnt a Legends – Beépülve című televíziós sorozat egyik epizódjában, főszerepet kapott a 2016-os Vörös ördög című tinifilmben. Később szerepelt a Bűvölet – Az örökség (2020) és a Hamupipőke (2021) című filmekben, utóbbinak a filmzenei albumán is közreműködött.
A Bíbor szívek (2022), a Vörös, fehér és királykék (2023) és A rólad alkotott kép (2024) című romantikus filmek főszerepével szerzett további elismeréseket. Játszott  Pofozóklub a gimiben (2023) című vígjátékban és a Mary és George (2024) című drámasorozatban is.

## Fiatalkora
Nicholas Dimitri Constantine Galitzine néven született a londoni Hammersmithben. Édesapja, Geoffrey Leo Alexander Galitzine egy üveg újrahasznosító cég társalapítója, korábban londoni befektető. Édesanyja, Lora Maria Konstantina Papayanni görög származású amerikai.
Van egy nővére, Lexi Galitzine, aki illusztrátor és belsőépítész. Nicholas a Dulwich College-ba járt. Gyermekkorában rögbizett és focizott, valamint megyei szintű atlétikai versenyeken vett részt. A Harlequins Akadémián játszott, amíg egy rotátorköpeny-sérülés miatt abba nem hagyta a sportolást.

## Filmográfia

### Film
| Év   | Magyar cím                          | Eredeti cím                              | Szerep                            | Magyar hang    |
| ---- | ----------------------------------- | ---------------------------------------- | --------------------------------- | -------------- |
| 2014 | Talpalatnyi zene                    | The Beat Beneath My Feet                 | Tom Heath                         | Császár András |
| 2016 |                                     | High Strung                              | Johnnie Blackwell                 |                |
| 2016 | Vörös ördög                         | Handsome Devil                           | Conor Masters                     |                |
| 2017 |                                     | The Changeover                           | Sorensen Carlisle                 |                |
| 2019 | Megosztás                           | Share                                    | A.J.                              |                |
| 2019 |                                     | After Louise                             | Barista (stáblistán nem szerepel) |                |
| 2020 | Bűvölet – Az örökség                | The Craft: Legacy                        | Timmy Andrews                     | Baráth István  |
| 2021 | Hamupipőke                          | Cinderella                               | Robert herceg                     | Czető Roland   |
| 2022 | Bíbor szívek                        | Purple Hearts                            | Luke Morrow                       | Szatory Dávid  |
| 2023 | Pofozóklub a gimiben                | Bottoms                                  | Jeff                              | Miller Dávid   |
| 2023 | Vörös, fehér és királykék           | Red, White & Royal Blue                  | Henry herceg                      | Czető Roland   |
| 2024 | A rólad alkotott kép                | The Idea of You                          | Hayes Campbell                    | Czető Roland   |
| 2026 |                                     | Three Bags Full: A Sheep Detective Movie | ismeretlen szerep                 |                |
| 2026 |                                     | Masters of the Universe                  | Adam herceg / He-Man              |                |
|      |                                     | 100 Nights of Hero                       | Manfred                           |                |
|      |                                     | Mosquito Bowl                            | ismeretlen szerep                 |                |
|      | Vörös, fehér és királykék folytatás | Red, White & Royal Blue sequel           | Henry herceg                      |                |

### Televízió
| Év   | Magyar cím         | Eredeti cím              | Szerep          | Megjegyzés               |
| ---- | ------------------ | ------------------------ | --------------- | ------------------------ |
| 2015 | Legends – Beépülve | Legends                  | Angelo          | 1 epizód                 |
| 2017 |                    | The Watcher in the Woods | Mark Fleming    | tévéfilm                 |
| 2019 | Kamrák             | Chambers                 | Elliott Lefevre | főszereplő (10 epizód)   |
| 2024 | Mary és George     | Mary & George            | George Villiers | főszereplő (minisorozat) |

## Fordítás
- Ez a szócikk részben vagy egészben  a   Nicholas Galitzine című angol Wikipédia-szócikk ezen változatának fordításán alapul.  Az eredeti cikk szerkesztőit annak laptörténete sorolja fel. Ez a jelzés csupán a megfogalmazás eredetét és a szerzői jogokat jelzi, nem szolgál a cikkben szereplő információk forrásmegjelöléseként.